# Grey's Anatomy (17.ª temporada)
A décima sétima temporada do drama médico televisivo americano Grey's Anatomy foi encomendada junto com a 16.ª temporada em 10 de maio de 2019 pela American Broadcasting Company (ABC). A temporada estreou em 12 de novembro de 2020 com um crossover com Station 19 e com uma estreia de 2 horas e foi finalizada em 3 de junho de 2021, contando com 17 episódios, tornando-se uma das mais curtas da série, como a quarta temporada; apenas a primeira temporada teve menos episódios, 9 no total. A temporada foi produzida pela ABC Signature, em associação com a Shondaland Production Company e a Entertainment One Television, com Shonda Rhimes, Betsy Beers, Mark Gordon, Debbie Allen, Zoanne Clack, Fred Einesman, Andy Reaser e Meg Marinis como produtores executivos e Krista Vernoff servindo como showrunner e produtora executiva. A temporada foi ao ar na temporada de transmissão de 2020-21 às noites de quinta-feira às 21h00, horário do leste dos EUA.
A série voltou após sete meses, o mais longo hiato entre as temporadas, depois que a produção da temporada 16 foi suspensa devido à pandemia de COVID-19.
Esta é a primeira temporada a não contar com o membro original do elenco Justin Chambers como Dr. Alex Karev, cuja partida foi anunciada em janeiro de 2020. Sua última aparição física foi no 350.º episódio "My Shot" em novembro de 2019. Esta temporada também marcou o retorno de antigos membros do elenco da série: Patrick Dempsey como Dr. Derek Shepherd, T.R. Knight como Dr. George O'Malley, Chyler Leigh como Dra. Lexie Grey, Eric Dane como Dr. Mark Sloan e Sarah Drew como Dra. April Kepner. É também a última temporada a apresentar Giacomo Gianniotti como Dr. Andrew DeLuca, Jesse Williams como Dr. Jackson Avery e Greg Germann como Dr. Tom Koracick no elenco principal.
A décima sétima temporada estrela Ellen Pompeo como Dra. Meredith Grey, Chandra Wilson como Dra. Miranda Bailey, James Pickens Jr. como Dr. Richard Webber, Kevin McKidd como Dr. Owen Hunt, Jesse Williams como Dr. Jackson Avery, Caterina Scorsone como Dra. Amelia Shepherd, Camilla Luddington como Dra. Jo Wilson, Kelly McCreary como Dra. Maggie Pierce, Giacomo Gianniotti como Dr. Andrew DeLuca, Kim Raver como Dra. Teddy Altman, Greg Germann como Dr. Tom Koracick, Jake Borelli como Dr. Levi Schmitt, Chris Carmack como Dr. Atticus "Link" Lincoln, Richard Flood como Dr. Cormac Hayes e Anthony Hill como Dr. Winston Ndugu.
A temporada terminou com uma média de 8.16 milhões de espectadores e ficou classificada em 19.º lugar na audiência total, maior do que as três temporadas anteriores, e classificada em 5.º no grupo demográfico de 18 a 49 anos.

## Enredo
A temporada segue a história dos residentes, bolsistas e atendentes cirúrgicos, à medida que experimentam as dificuldades das carreiras competitivas que escolheram. Está situado na ala cirúrgica do fictício Grey Sloan Memorial Hospital, localizado em Seattle, Washington.
O maior enredo da temporada girou em torno dos médicos lutando contra a pandemia de COVID-19 e suas consequências. O Grey Sloan se torna o hospital referência para tratamento de COVID-19 e os cirurgiões são forçadosa se adaptar rapidamente à nova realidade. Enquanto trabalhava na UTI COVID, Meredith contrai a doença e fica inconsciente enquanto seus amigos tentam descobrir como tratá-la. Em sua inconsciência, Meredith se vê em uma praia junto de vários entes queridos já falecidos.

## Elenco e personagens
| - Ellen Pompeo como Dra. Meredith Grey - Chandra Wilson como Dra. Miranda Bailey - James Pickens Jr. como Dr. Richard Webber - Kevin McKidd como Dr. Owen Hunt - Jesse Williams como Dr. Jackson Avery - Caterina Scorsone como Dra. Amelia Shepherd - Camilla Luddington como Dra. Jo Wilson - Kelly McCreary como Dra. Maggie Pierce - Giacomo Gianniotti como Dr. Andrew DeLuca - Kim Raver como Dra. Teddy Altman - Greg Germann como Dr. Tom Koracick - Jake Borelli como Dr. Levi Schmitt - Chris Carmack como Dr. Atticus "Link" Lincoln - Richard Flood como Dr. Cormac Hayes - Anthony Hill como Dr. Winston Ndugu | - Jason George como Dr. Ben Warren - Danielle Savre como Capitã Maya Bishop - Stefania Spampinato como Dra. Carina DeLuca - Jaicy Elliot como Dra. Taryn Helm - Alex Landi como Dr. Nico Kim - Debbie Allen como Dra. Catherine Fox - Mackenzie Marsh como Val Ashton - Melissa DuPrey como Dra. Sara Ortiz - Robert I. Mesa como Dr. James Chee - Nikhil Shukla como Dr. Reza Khan - Lisa Vidal como Dra. Alma Ortiz | - Chyler Leigh como Dra. Lexie Grey - Eric Dane como Dr. Mark Sloan - Patrick Dempsey como Derek Shepherd |

### Participações
- Grey Damon como Tenente Jack Gibson
- Barrett Doss como Victoria "Vic" Hughes
- Jay Hayden como Travis Montgomery
- Okieriete Onaodowan como Dean Miller
- Linda Park como Deborah Lee
- Louis Ozawa como Steve Lee
- TJ Thyne como Aaron Morris
- BJ Tanner como William George Bailey Jones
- V. Vieux como Rosalind Warren
- Justin Ellings como Frankie Morris
- T.R. Knight como George O'Malley
- Frankie Faison como William Bailey
- Bianca F. Taylor como Elena Bailey
- Stephanie Kurtzuba como Opal
- Michael Patrick McGill como Robert Corson
- Dionne Audain como Sharon
- Sophina Brown como Joyce Williams
- Makayla Lysiak como Jada Williams
- Yindra Zayas como Shanice
- Sherri Saum como Allison Robin Brown
- Bess Armstrong como Maureen Lincoln
- Phylicia Rashad como Nell Timms
- Granville Ames como Eric Lincoln
- Lisa Schurga como Karissa Skolaski
- Kevin Berntson como Shayne Riley
- Eric Roberts como Robert Avery
- Sarah Drew como Dra. April Kepner
- Kyle Harris como Dr. Mason Post
- Debra Mooney como Evelyn Hunt

Notas
1. ↑  Dempsey só é creditado como Special Guest Star na sua última aparição, nas demais é creditado como Guest Star.

## Episódios
| N.º na série | N.º na temp. | Título                               | Dirigido por       | Escrito por                        | Exibição original      | Audiência (milhões) |
| --- | ------------ | ------------------------------------ | ------------------ | ---------------------------------- | ---------------------- | ------------------- |
| 364 | 1            | "All Tomorrow's Parties"             | Debbie Allen       | Andy Reaser & Lynee E. Litt        | 12 de novembro de 2020 | 5.93                |
| O Grey Sloan Memorial Hospital começa a tratar as vítimas do acidente de carro. No meio da pandemia COVID-19, os médicos do Grey Sloan se encontram em um território desconhecido enquanto trabalham para salvar vidas sem fim à vista. Meredith, que lidera os trabalhadores da linha de frente, fica cada vez mais frustrada à medida que seus pacientes continuam morrendo por causa do vírus. Enquanto isso, Richard retorna ao trabalho e deve aprender todos os novos protocolos do COVID-19. Após uma intervenção de seus colegas de trabalho, Andrew faz terapia para sua mania e começa a trabalhar como médico atendente. Jo e Jackson se atrapalham no trabalho devido a um encontro sexual fracassado, enquanto o relacionamento de Maggie com Winston se aprofunda. Levi tenta ainda ser amigo de Nico após a separação, mas Nico se recusa a falar com ele. Além disso, os pais das crianças envolvidas no acidente de carro brigam quando começam a se culpar pela causa do acidente. Esse episódio continua um crossover com Station 19 que começou em "Nothing Seems the Same" e se conclui em "The Center Won't Hol".                                                                                         |              |                                      |                    |                                    |                        |                     |
| 365 | 2            | "The Center Won't Hold"              | Debbie Allen       | Andy Reaser & Jase Miles-Perez     | 12 de novembro de 2020 | 5.93                |
| Os pais das crianças envolvidas no acidente de carro são tratados após os ferimentos da luta durante a qual Bailey também sofreu um ferimento. Enquanto isso, Catherine lida com finanças hospitalares apertadas como resultado da pandemia. Tom é rebaixado de sua posição de Chefe de Chefe depois de pedir acidentalmente o tipo errado de equipamento de proteção individual. Richard e Catherine começam a reacender seu relacionamento. Depois que Owen dá a Teddy a chance de contar a verdade sobre seu caso com Koracick, ele passa a mensagem de voz para ela escutar e termina o relacionamento. Amelia e Link se adaptam a cuidar de seu filho recém-nascido, e Nico e Schmitt começam a dormir um com o outro novamente. Meredith é mais tarde encontrada desmaiada no estacionamento, ela está em um sonho de alucinação, onde ela vê seu marido morto, Derek Shepherd, na praia. Esse episódio conclui um crossover com Station 19 que começou em "Nothing Seems the Same" e continuou em "All Tomorrow's Parties". |              |                                      |                    |                                    |                        |                     |
| 366 | 3            | "My Happy Ending"                    | Kevin McKidd       | Meg Marinis                        | 19 de novembro de 2020 | 5.96                |
| Meredith é internada no hospital com diagnóstico positivo de COVID-19; como seu sistema respiratório continua a deteriorar, ela continua sua visão na praia, onde ela fala com Derek. Tom é designado para treinar um novo conjunto de internos, mas quando ele negligencia seu dever de fazê-lo, Richard assume. Teddy trabalha no caso de Meredith, embora Maggie tenha medo que os problemas pessoais de Teddy a distraiam de fazer seu trabalho bem; Teddy mais tarde tenta se desculpar com Koracick, que descobre que ele também está COVID-19. Jo trata de uma mulher grávida cujo bebê está preso ao fígado, enquanto Jackson e Link realizam uma cirurgia em um terapeuta sexual. Depois que Bailey pede a Meredith para atualizar sua diretiva de saúde avançada, Meredith pede ajuda a Richard. Amelia e Maggie lutam com a saúde debilitada de Meredith e pedem apoio a seus respectivos namorados. |              |                                      |                    |                                    |                        |                     |
| 367 | 4            | "You'll Never Walk Alone"            | Alison Liddi-Brown | Julie Wong                         | 3 de dezembro de 2020  | 5.84                |
| Conforme as condições de Meredith pioram, deixando-a dormindo a maior parte do dia, ela se encontra na praia com George. Eles refletem sobre suas vidas, sua morte e como George mudou a vida de Meredith. Enquanto isso, por sugestão de Andrew, Richard contempla a inclusão de Meredith em um teste de anticorpos conduzido por um médico de Manhattan. Depois de uma conversa com Bailey, ele consente. Tom é forçado a permanecer em quarentena em casa quando outro teste dá positivo; embora inicialmente assintomático, ele desenvolve uma febre grave no final do dia e se esconde de Teddy quando ela vem para lhe oferecer companhia socialmente distanciada. Amelia e Link entram em confronto sobre suas formas muito diferentes de lidar com a tristeza e a incerteza. Quando um paciente asiático-americano tratado anteriormente por Owen é admitido com uma condição agravada, Nico e Bailey fazem Owen abordar o preconceito racial na prática da medicina. Enquanto isso, Jo e Jackson dão outra chance à amizade, o que os leva a se tornarem amigos com benefícios, e Maggie se vê em uma situação embaraçosa quando as frustrações de Winston com seu pai vêm à tona durante um jantar de família online. |              |                                      |                    |                                    |                        |                     |
| 368 | 5            | "Fight the Power"                    | Michael Watkins    | Zoanne Clack                       | 10 de dezembro de 2020 | 5.69                |
| Quando uma casa de repouso é atingida por um surto de COVID, a mãe de Bailey, que também sofre de Alzheimer, é levada às pressas para o hospital com um caso avançado de COVID. Bailey descobre que não se espera que sua mãe sobreviva e, depois de buscar o consolo de Maggie e de Meredith, acamada, Bailey se prepara para se despedir. Koracick também é admitido em Grey Sloan com COVID, e com sua condição se deteriorando rapidamente, Amelia intervém para operá-lo enquanto uma Teddy preocupada fica de braços cruzados. Enquanto isso, Jo considera uma mudança nas especialidades depois de ser recrutada para dar à luz um bebê, e Jackson e Richard ponderam sobre como a pandemia afetou as minorias de forma diferente. |              |                                      |                    |                                    |                        |                     |
| 369 | 6            | "No Time for Despair"                | Pete Chatmon       | Felicia Pride                      | 17 de dezembro de 2020 | 5.66                |
| Meredith acorda quando sua condição melhora e conversa Koracick, mas quando um paciente próximo ao seu quarto tem uma parada cardíaca, ela se levanta para atendê-lo, quando enfermeiras e Helm chegam ao quarto, ela já entubou o paciente, mas logo em seguida ela desmaia. Richard ativa o protocolo de surto no hospital e transforma o refeitório em uma sala COVID. Andrew ajuda Bailey a superar a morte de sua mãe. Mais tarde, ele vê a sequestradora da garota que ele salvou saindo do hospital e convence Carina a segui-la. Teddy compartilha com Owen a história de sua amiga Allison e ataca Helm enquanto a escalada da pandemia COVID-19 continua. Owen e Amelia se veem em um cenário polêmico por terem que operar um traficante de crianças. No final, Winston aparece na porta do quarto de Maggie no hotel enquanto a condição de Meredith piora e ela é entubada, acordando na cena da praia novamente. Esse episódio conclui um crossover com Station 19 que começou em "Out of Control". |              |                                      |                    |                                    |                        |                     |
| 370 | 7            | "Helplessly Hoping"                  | Nicole Rubio       | Elisabeth R. Finch                 | 11 de março de 2021    | 5.11                |
| A equipe do Grey Sloan Memorial Hospital tenta desesperadamente salvar Andrew depois que ele é esfaqueado enquanto tentava confrontar Opal, a traficante de crianças da temporada anterior. Embora Andrew esteja inicialmente estável, mais tarde ele piora e morre durante a cirurgia. Jo e Hayes discutem sobre permitir que um paciente veja seu bebê prematuro, e Schmitt desabafa com Nico sobre sua culpa por ter tratado Opal sem saber. A fuga romântica de Winston e Maggie é interrompida por Jackson, enquanto Amelia e Link discutem se devem contar a Zola sobre a deterioração da saúde de Meredith e Richard tenta voltar para a cirurgia. Esse episódio conclui um crossover com Station 19 que começou em "Train on Vain" |              |                                      |                    |                                    |                        |                     |
| 371 | 8            | "It's All Too Much"                  | Debbie Allen       | Adrian Wenner                      | 18 de março de 2021    | 4.97                |
| Todos os funcionários do hospital estão lutando para aceitar a morte de Andrew DeLuca, com Teddy sofrendo mais por estar tendo visões dele pelo hospital. Owen está preocupado com ela. Bailey está tentando desesperadamente encontrar uma razão pela qual ele poderia ter sido salvo, apesar da equipe ter feito tudo que podia. Webber vê isso e sabe que ela não está aguentando, por ter perdido sua própria mãe para COVID. Ela pede a ele uma folga para que ela possa descansar e sofrer adequadamente. Maggie e Winston tratam um paciente com problema cardiovascular, mas seu principal desafio com ele é sua haphefobia. Link recorre ao álcool para lidar com o estresse ao cuidar de seu filho e também dos filhos de Meredith. Ele fica bêbado com Jo e Jackson, mas depois se reconcilia com Amelia. O hospital faz um vídeo emocionante de homenagem a DeLuca com cada médico homenageando-o, com sua irmã Carina presente, visivelmente emocionada pelo amor que todos tinham por ele. Enquanto isso, Meredith permanece entubada, mesmo após Teddy tentar tirá-la, devido à melhora de suas estatísticas. Ela vê Derek na praia e quer ficar com ele, mas Hayes a incentiva a lutar, pelo bem de todos.      |              |                                      |                    |                                    |                        |                     |
| 372 | 9            | "In My Life"                         | Kevin McKidd       | Tameson Duffy                      | 25 de março de 2021    | 4.99                |
| Incapaz de lidar com a morte de Andrew DeLuca, Teddy cai em um estado catatônico e é cuidada por Owen. Enquanto Amelia vem convencer Owen a perdoar Teddy por sua infidelidade e conseguir ajuda psiquiátrica, Teddy continua presa em seus sonhos, onde ela é assombrada por relacionamentos fracassados do passado. Ainda não completamente recuperada da morte de sua ex-amante, Allison, Teddy deve enfrentar o que Amelia suspeita ser um transtorno de estresse pós-traumático persistente. |              |                                      |                    |                                    |                        |                     |
| 373 | 10           | "Breathe"                            | Linda Klein        | Mark Driscoll                      | 1 de abril de 2021     | 4.55                |
| Ainda lutando por sua vida, Meredith permanece no respirador. Na praia, ela recebe a visita de Lexie e Mark. Richard declara uma falta de respiradores no Grey Sloan. Enquanto Owen e Tom monitoram o progresso de Meredith, Maggie, Winston, Jackson e Schmitt atendem mãe e filha que estão em estado crítico com COVID e têm que lutar pelo último respirador. Jo e Hayes entram em conflito sobre o tratamento da cunhada de Hayes, que tem esclerose múltipla e é internada no hospital com uma pedra nos rins, levando-os a chamar Catherine. Na casa de Meredith, Amelia convida Teddy para cuidar das crianças, na esperança de tirar Teddy de sua depressão. Enquanto isso, na praia, depois de Meredith receber alguns conselhos sinceros de Mark e Lexie, ela decide voltar ao mundo real e é desligada do respirador, finalmente capaz de respirar por conta própria. Enquanto todos comemoram a melhora da saúde de Meredith, Winston pede Maggie em casamento e ela aceita. |              |                                      |                    |                                    |                        |                     |
| 374 | 11           | "Sorry Doesn't Always Make It Right" | Giacomo Gianniotti | Julie Wong                         | 8 de abril de 2021     | 4.83                |
| Um casal recém-casado, envolvido em um acidente de carro no dia de sua lua de mel, dá aos médicos do Grey Sloan uma corrida pelo dinheiro deles quando o marido percebe que se casou muito rapidamente. Hayes trabalha com Maggie em um coração com defeito de um bebê e tenta convencê-la a realizar uma cirurgia arriscada. Jackson entra em confronto com Mama Ortiz, que aponta que Jackson reservando hotéis para pacientes com COVID positivo com seu próprio dinheiro está tirando espaços acessíveis de moradores de baixa renda. Meredith finalmente acorda e diz a Richard que ouviu Jo considerar a possibilidade de trocar de especialidade. Uma conversa de Bailey com um paciente faz Owen perdoar Teddy. Enquanto isso, quando os pais de Link surpreendem a ele e Amelia levando as crianças em uma viagem durante o dia, Amelia e Link usam a casa vazia para discutir o possível casamento à luz da contínua luta de Amelia com a sobriedade. Esse episódio conclui um crossover com Station 19 que começou em "Save Yourself" |              |                                      |                    |                                    |                        |                     |
| 375 | 12           | "Sign O' the Times"                  | Michael Medico     | Jase Miles-Perez                   | 15 de abril de 2021    | 4.98                |
| Em meio aos protestos em Seattle após o assassinato de George Floyd, Richard e Hayes vão protestar. Hayes é atacado por um contra-manifestante neo-nazista nos protestos e se preocupa com a segurança de seus filhos. Jackson questiona sua mãe sobre o teste COVID gratuito, mas ela evita sua pergunta. Bailey trata um homem que, apesar do teste positivo para COVID, recusa o tratamento porque acredita que a pandemia é uma farsa. Enquanto isso, Maggie se preocupa com Winston enquanto ele dirige pelo país para morar com ela em Seattle após o noivado, e Schmitt acompanha Meredith (que ainda não está acordada) para a câmara hiperbárica junto com outro médico e seu paciente. |              |                                      |                    |                                    |                        |                     |
| 376 | 13           | "Good as Hell"                       | Michael Watkins    | Zoanne Clack                       | 22 de abril de 2021    | 4.81                |
| Enquanto Teddy, Richard e Winston continuam a procurar por mais ideias para acordar Meredith, Derek tenta convencer uma Meredith muito teimosa a deixar a praia e voltar para seus entes queridos. Embora Meredith esteja relutante em se despedir de Derek novamente, ela finalmente acorda quando Zola a visita no hospital na frente do resto dos médicos. Enquanto isso, Link fica irritado quando Amelia intercepta seu caso e o leva para si, e Jo tenta persuadir Bailey a deixá-la trocar de especialidade. Owen desiste depois de perder um paciente, enquanto Schmitt e Bailey tratam uma mulher que largou seu emprego corporativo em favor de um estilo de vida mais livre. Teddy tenta sem sucesso se reconciliar com Owen, e Nico pede a Schmitt para ir morar com ele, fazendo com que um Schmitt surpreso se afaste sem uma resposta. |              |                                      |                    |                                    |                        |                     |
| 377 | 14           | "Look Up Child"                      | Debbie Allen       | Elisabeth R. Finch & Felicia Pride | 6 de maio de 2021      | 4.93                |
| Precisando de alguns conselhos, Jackson visita seu pai distante, que o coloca em um novo caminho em sua carreira. Após a conversa, Jackson propõe a April que se mudem para Boston com Harriet para administrar a Fundação Catherine Fox. Embora April esteja hesitante no início, ela finalmente concorda, tendo se separado de Matthew e pronta para um novo começo. |              |                                      |                    |                                    |                        |                     |
| 378 | 15           | "Tradition"                          | Kevin McKidd       | Jess Righthand                     | 20 de maio de 2021     | 4.58                |
| Pouco antes de sua mudança para Boston, Jackson informa a equipe do Grey Sloan de sua partida iminente e passa o dia dando adeus individuais. Meredith finalmente se prepara para receber alta do hospital, mas Richard e Bailey devem primeiro descobrir como dar a notícia sobre o falecimento de Andrew. Enquanto Amelia se esforça para deixar a casa pronta antes que Meredith chegue em casa, Link descobre com Owen e Winston que ele e Amelia podem não se mudar assim como Link havia pensado. Koracick trata um homem nativo americano, levando-o a perceber o privilégio que ele tem; querendo fazer mais com sua vida, Koracick decide ir para Boston com Jackson. Jo embarca em seu primeiro dia na obstetrícia e ginecologia com Carina, e Schmitt confronta Helm sobre seu desempenho medíocre em cirurgia. Winston e Maggie pedem a Richard para celebrar seu casamento, e Teddy e Owen começam a dormir juntos novamente. |              |                                      |                    |                                    |                        |                     |
| 379 | 16           | "I'm Still Standing"                 | Michael Watkins    | Meg Marinis & Andy Reaser          | 27 de maio de 2021     | 4.33                |
| Meredith começa seu processo de recuperação ao longo de um mês, e depois que ela expressa suas preocupações para Bailey sobre a possibilidade de que ela nunca será capaz de operar novamente, Bailey propõe que Meredith assuma o programa de residência, o que Meredith aceita. No hospital, enquanto Owen e Amelia tratam de um jovem paciente em um acidente de carro, Amelia confessa que Link quer mais filhos, mas ela não. Hayes e Jo continuam a trabalhar em Luna e, embora Jo espere adotar Luna, sua inscrição foi negada devido a um problema com a verificação de antecedentes de Jo. Maggie, Richard e Helm tentam diagnosticar uma mulher que está apresentando sintomas estranhos após seu transplante de coração, até que descobrem que a mulher está fingindo porque quer ficar no hospital. Enquanto isso, Maggie e Winston discutem sobre os planos de casamento, e Schmitt faz as pazes com Nico após a aceitação de Schmitt nos testes da vacina contra a COVID. |              |                                      |                    |                                    |                        |                     |
| 380 | 17           | "Someone Saved My Life Tonight"      | Kevin McKidd       | Andy Reaser & Meg Marinis          | 3 de junho de 2021     | 4.76                |
| Antes do casamento de Maggie e Winston, os médicos do Grey Sloan recontam os eventos dos últimos oito meses, começando em agosto de 2020. No primeiro dia de Meredith como Diretora do Programa de Residência, ela bate de frente com Bailey; ao mesmo tempo, Meredith também trata uma enfermeira que está sofrendo com as consequências físicas do COVID. Enquanto Amelia continua a lutar com as diferentes visões dela e de Link sobre casamento e mais filhos, Link se prepara para propor casamento. Determinada a adotar Luna, Jo alista Link para ser o pai adotivo temporário de Luna até que Jo possa legalmente levar Luna para casa. No ano novo, Teddy aceitou a nova proposta de casamento de Owen. Toda a equipe do Grey Sloan foi vacinada e Jo vendeu suas ações do hospital para Koracick. Meses depois, em abril de 2021, Maggie e Winston finalmente se casaram. Após o casamento, Amelia recusa a proposta de Link, Meredith e Hayes parecem estar se aproximando, e Jo compra a antiga cobertura de Jackson para ela e Luna se mudarem. |              |                                      |                    |                                    |                        |                     |

## Produção

### Desenvolvimento
Grey's Anatomy foi renovada para a décima sexta e décima sétima temporada em 10 de maio de 2019 pela American Broadcasting Company (ABC). Krista Vernoff, que atua como showrunner da série e produtora executiva, assinou um contrato de vários anos com a ABC Studios em 2019 para continuar trabalhando em Grey's Anatomy e no spin-off Station 19. O acordo também vinculou a produtora de Vernoff, Trip the Light Productions, à série. A produção da décima sexta temporada foi interrompida como resultado da pandemia COVID-19, terminando com apenas vinte e um dos vinte e cinco episódios encomendados; na época, não se sabia se os quatro episódios adicionais seriam produzidos ou não como parte da décima sétima temporada. Em setembro de 2020, a Variety informou que a temporada começaria a ser filmada no final daquele mês. A estrela da série Ellen Pompeo anunciou que as filmagens começaram em 8 de setembro. enquanto a temporada estreou em 12 de novembro de 2020 com um episódio cruzado de 2 horas com o spin-off Station 19. Mais tarde, foi revelado por um insider da ABC que a rede estava procurando produzir uma temporada de dezesseis episódios, abaixo dos vinte e quatro e vinte e cinco episódios por temporada que haviam sido produzidos desde a oitava temporada, mas que o número poderia mudar visto que as condições eram incertas. Um episódio adicional foi encomendado elevando a contagem total de episódios da temporada para dezessete. A contagem mais baixa de episódios fez com que a temporada empatasse com a quarta com o segundo menor número de episódios, tendo apenas mais do que o primeira.
Em março de 2021, o Deadline Hollywood relatou que outra série spin-off estava em andamento após uma entrevista com o presidente da ABC Entertainment, Craig Erwich. Poucos dias depois, o presidente da ABC Signature, Jonnie David, esclareceu que eles pretendiam apenas mostrar apoio a Grey's Anatomy e que um spin-off não estava sendo discutido, já que a rede estava focada em temporadas futuras de Grey's. As filmagens da temporada foram concluídas em maio de 2021. Apesar de um futuro incerto inicial de Vernoff, Pompeo, e executivos da rede, a série foi renovada para uma décima oitava temporada.

### Impacto da COVID
Para limitar a propagação do coronavírus, os membros do elenco e da equipe trabalharam apenas dez horas por dia, em comparação com as doze horas habituais. O número de pessoas em cada cena também teve que ser reduzido para evitar que grandes multidões se reunissem. Vernoff disse que máscaras eram usadas por todos os membros do elenco e da equipe durante as filmagens, inclusive entre as tomadas e durante os ensaios, e que falar não era permitido no trailer de cabelo e maquiagem. Os membros do elenco carregaram suas próprias bolsas de maquiagem para fazer seus próprios retoques de última hora e diferentes lentes de câmera foram usadas para fazer as pessoas distantes parecerem mais próximas. Além disso, o elenco e os membros da equipe realizaram testes para o vírus três vezes por semana.

### Casting

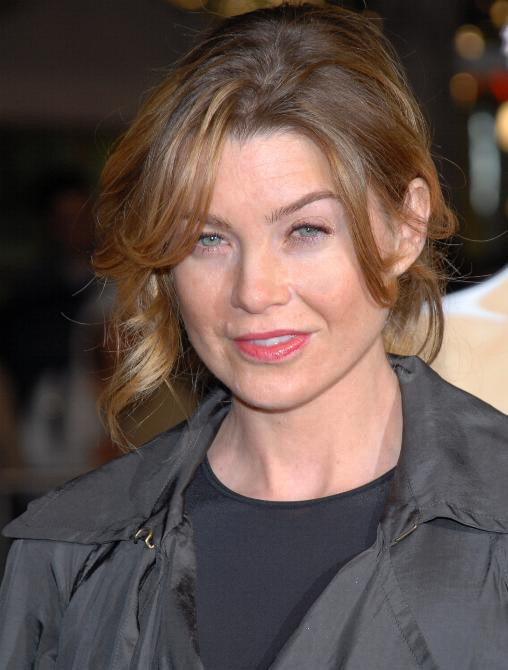
Ellen Pompeo assinou um contrato de um ano para retornar, tornando-a a atriz mais bem paga atualmente na TV aberta, recebendo US$575.000 por episódio.

Ellen Pompeo assinou um contrato de um ano para retornar como a Dra. Meredith Grey, a personagem titular; ganhando US$575.000 por episódio e também recebendo créditos de produção em Grey's Anatomy e Station 19, juntamente com um bônus de assinatura recebendo cerca de US$ 20 milhões no total por seu trabalho. Em 30 de julho de 2020, foi anunciado que Richard Flood e Anthony Hill haviam sido promovidos a membros regulares da série. Flood era um membro recorrente na temporada anterior como Dr. Cormac Hayes, enquanto Hill fez uma aparição no décimo nono episódio da décima sexta temporada como Dr. Winston Ndugu. Em 31 de julho, Kim Raver, Camilla Luddington e Kevin McKidd, cujos contratos expiraram no final da temporada passada, assinaram novos contratos de três anos para continuar no programa, garantindo a permanência na décima sétima temporada e possíveis temporadas futuras.
Stefania Spampinato continuou sendo recorrente na temporada como a Dra. Carina DeLuca depois de ser promovida para o elenco principal do spin-off da série Station 19. Debbie Allen e Jason George também continuaram a aparecer em papéis recorrentes como Dra. Catherine Fox e Dr. Ben Warren, respectivamente; com George também sendo um regular de Station 19. Além disso, Barrett Doss, Jay Hayden, Grey Damon, Danielle Savre e Okieriete Onaodowan fizeram aparições como seus personagens de Station 19 em eventos crossover. Mackenzie Marsh foi escalada para um papel recorrente na temporada para interpretar Val Ashton. Eric Roberts reprisou seu papel como Robert Avery em "Look Up Child". Lisa Vidal e Meliisa DuPrey, como parte da nova classe de internos do Grey Sloan, retratam mãe e filha chamadas Alma e Sara Ortiz. Robert I. Mesa interpreta James Chee, também da nova turma de internos. Ele é o primeiro médico indígena a ser apresentado em Grey's Anatomy. Em 10 de março, Phylicia Rashad, irmã da produtora Debbie Allen, foi anunciada para aparecer no episódio 12, "Sign O' the Times". Allen disse "Minha irmã Phylicia Rashad aparecerá [no Episódio 12] e trará verdadeiro poder, diversão e graça em um papel que toca um acorde sobre a voz do povo. Nosso elenco e equipe a aplaudiram de pé em homenagem à sua presença."
Em 11 de março de 2021, foi anunciado que Giacomo Gianniotti, que interpreta o Dr. Andrew DeLuca, sairia da série como membro principal. Seu personagem foi morto em "Helplessly Hoping", embora mais tarde ele tenha aparecido em dois outros episódios como uma visão da Dra. Teddy Altman de Kim Raver. O personagem havia se juntado ao elenco no final da décima primeira temporada. Em 6 de maio de 2021, foi relatado que Jesse Williams, que se juntou à série na sexta temporada como Dr. Jackson Avery, estaria saindo como regular da série após o décimo quinto episódio, "Tradition". Em 20 de maio de 2021, foi anunciado que Greg Germann, que interpretava o Dr. Tom Koracick desde a décima quarta temporada, também partiria em "Tradition", sendo escrito no mesmo enredo do personagem de Williams. No entanto, Germann deve retornar como convidado em temporadas posteriores. Apesar de "Tradition" ter sido a partida oficial dos dois personagens, ambos retornam no season finale "Someone Saved My Life Tonight".

#### Retornos de antigos membros do elenco
Vários atores anteriormente principais da série apareceram na temporada durante um enredo em torno de Meredith Grey lutando contra a COVID-19 enquanto se imaginava em uma praia.

##### Patrick Dempsey

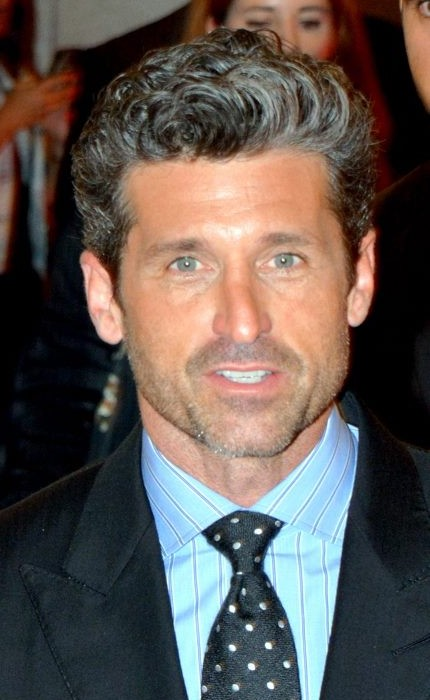
Patrick Dempsey retorna ao programa depois de mais de cinco anos desde sua última aparição

No dia 12 de novembro de 2020, dia da estreia, tornou-se público o retorno de Patrick Dempsey, intérprete do Dr. Derek Shepherd. Dempsey fez sua participação nos minutos finais do 2.º episódio "The Center Won't Hold". O retorno do personagem foi mantido em sigilo para que os fãs pudessem apreciar completamente o momento. Dempsey foi o primeiro ator a retornar à série; sua última aparição havia sido no final da décima primeira temporada, "You're My Home". Ele reapareceu ao longo da temporada, aparecendo em quatro episódios no total.
Em uma entrevista ao Deadline, a showrunner Krista Vernoff declarou:

"Devo dizer que foi um feito épico guardar este segredo. Não enviei cortes para o estúdio e para a rede que incluíam a última cena. Eu não tive assistentes de escritores na sala dos escritores nos últimos meses. Havia escritores que não sabiam que estávamos fazendo isso naquela equipe. A maioria dos atores não sabia que estávamos fazendo isso. A equipe não sabia que estávamos fazendo isso quando eles apareceram no dia. Coloquei o nome "Ellis Grey" no roteiro que lemos na mesa e fiz Meredith dizer "mãe" na mesa, então chegamos lá no dia e ninguém sabia o que estava acontecendo. [...] Fiquei como uma louca com esse segredo. E Ellen e eu estávamos trocando mensagens de texto a qualquer hora da noite [...]." -Krista Vernoff sobre o retorno de Dempsey.
Na mesma entrevista, ao ser perguntada sobre o motivo de trazer Patrick de volta a Grey's Anatomy ela respondeu que "Do ponto de vista de uma escritora, aconteceu porque era meu trabalho encontrar uma maneira - uma vez que determinamos que abordaríamos a pandemia - de também trazer alegria e fuga, e todas as coisas que damos às pessoas em Grey's Anatomy. Damos a eles romance, humor e alegria, e muito disso está faltando para a comunidade médica nesta pandemia. E então, um dia eu estava caminhando na praia e pensei: 'e se houver um motivo para Meredith sonhar?", diz ela. "Liguei para Ellen, e disse, 'e se trouxermos de volta, sei lá, algum personagem morto que você poderia sonhar na praia, seria tão divertido para os fãs'."
Ellen Pompeo teve a ideia de chamar Patrick para participar do programa, ela declarou:

"Patrick e eu, ambos temos casas em Malibu e fomos dar uma caminhada um dia. Eu sabia que Krista queria fazer uma coisa na praia e eu estava na praia. Patrick e eu não estávamos caminhando na praia, mas estávamos caminhando em Malibu [...] E a ideia me atingiu, então eu apenas disse a ele, 'você consideraria vir e fazer parte da narrativa desta temporada?' Sei que Patrick tem sua fundação no Maine, onde ajuda pacientes e sobreviventes de câncer, e isso é um grande esforço dele, e sei que é importante para ele, também, dar esperança e alegria às pessoas, e queríamos trazer algo para este momento. Há tanta escuridão, e sabíamos que a união seria um pequeno raio de luz. E então, acho que tivemos a mesma ideia, no fundo, de querer ajudar as pessoas e trazer um sorriso aos rostos das pessoas. Então, ele amou a ideia, e nós ficamos muito animados e nos divertimos muito ao filmar." -Ellen Pompeo sobre a ideia de chamar Patrick para a temporada.
Vernoff afirma que "A tarefa mais importante que tivemos nesta temporada foi honrar a realidade dessa pandemia global e o impacto que ela está tendo — particularmente nos profissionais de saúde", disse ela. "Junto com isso, tivemos que inventar formas criativas de permitir que nosso show ainda fosse divertido e romântico e proporcionasse algum escapismo. Entra Patrick Dempsey. O motivo da praia forneceu uma maneira de vivermos fora da pandemia, mesmo que por um tempo aqui e ali. E o retorno de Derek proporcionou pura alegria para nós, para Meredith, e para os fãs. A 17ª temporada tem sido um esforço hercúleo do nosso elenco, nossa equipe, nossos escritores e nossos parceiros na Disney e ABC - e estamos orgulhosos disso. Mas nosso esforço não é nada comparado com o trabalho de nossos profissionais de saúde da linha de frente a quem esta temporada é dedicada. Esperamos que nosso show inspire você a usar suas máscaras para protegê-los e uns aos outros. Como Derek Shepherd diria: 'É um lindo dia para salvar vidas'."

##### T. R. Knight

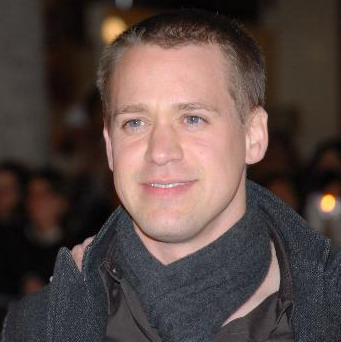
T.R. Knight retorna ao programa depois de mais de doze anos desde sua última aparição

T.R. Knight também voltou como Dr. George O'Malley em "You'll Never Walk Alone"; Knight apareceu pela última vez em "Now or Never", o episódio final da quinta temporada.
Julie Wong, que escreveu o episódio, assistiu novamente as cinco primeiras temporadas, porque ela sentiu a pressão para escrever mais uma cena de George, depois do pedido de Krista, e ela escreveu a cena do final onde Meredith diz, "Você mudou minha vida, George".
Sobre o seu retorno, Knight disse que "Ellen deu a entender primeiro, mas então Krista ligou e conversamos por uma hora." Ele continua, "Krista disse em um ponto durante nossa longa conversa que ela pensou que isso poderia, se isso pudesse oferecer um encerramento, e eu disse, oh, acho que isso já aconteceu. O que foi interessante é algo que meu marido [...] disse. Estávamos conversando sobre a ideia de fechamentos e ele estava dizendo que às vezes o fechamento é fechar uma porta, e às vezes é revisitar uma sala familiar e descobrir o que te trouxe alegria. E isso me atingiu."
Em uma entrevista ao Deadline Hollywood, ao ser questionada sobre o retorno de George, Vernoff declarou que:
"Bem, George foi minha primeira ideia [de retorno de personagem]. Quando essa imaginação me veio, eu estava caminhando na praia [...]. Eu tinha encontrado um caminho onde não havia ninguém ali e senti que poderia tirar minha máscara e simplesmente andar com os pés na água, e me ocorreu a imaginação de Meredith andando com os pés na água com George. Essa foi a primeira imagem que me veio, e a alegria que me encheu quando ela veio, acredito, está traduzida na tela e acredito que demos a muitos milhões de fãs aquele momento de pura alegria. [...] George e T.R. Os dois sempre foram meus favoritos, então ele foi minha primeira ideia, como um fã, quem eu quero ver de novo? Eu queria ver George, então foi aí que tudo começou." -Krista Vernoff sobre o retorno de George O'Malley.
Semelhante à volta de Dempsey, poucos membros da equipe sabiam do retorno de Knight. Vernoff afirmou que "George era chamado de Thatcher no roteiro que lemos à mesa. Era tudo igual. Ninguém viu nenhum diário. Acho que há membros do elenco que ainda não sabem que isso está acontecendo. Na verdade, acho que, sinceramente, a maioria do elenco não sabe que isso está acontecendo. [...]

##### Chyler Leigh e Eric Dane
Chyler Leigh e Eric Dane apareceram em "Breathe" como Dra. Lexie Grey e Dr. Mark Sloan, respectivamente, com o retorno de Dane mantido em segredo até o aparecimento. Antes dos seus retornos, Leigh e Dane apareceram pela última vez nos episódios "Flight" (8.24) e "Remember the Time" (9.02), respectivamente.
Sobre seu retorno, Dane declarou que "Era como se eu nunca tivesse ido embora. Foi um ótimo dia na praia. Foi ótimo ver alguns dos rostos familiares e os mesmos membros da equipe, e não perdemos o ritmo. Eu amo essas pessoas. Passei uma parte significativa da minha vida com essas pessoas, faria quase tudo por elas." Quando questionado sobre o importante papel de Mark e Lexie sobre Meredith, ele disse que "Bem, Mark Sloan e Lexie Grey estão embutidos no DNA desse programa, e também literalmente, Lexie e Meredith compartilham o mesmo DNA. Então, acho que há uma conectividade lá e a lembra de que, nos fomos mas não fomos esquecidos, estamos sempre por perto se você precisar de nós e é muito cedo para você ficar na praia."
Enquanto Dane gravou suas cenas na praia em Malibu com toda a equipe, Chyler teve que gravar suas cenas em tela verde devido aos seus compromissos com sua série da época, Supergirl, que era gravada em Vancouver, no Canadá, além do fato de ter que viajar entre os países na pandemia. Sobre retornar ao programa quase uma década depois ela afirmou que "Foi muito especial poder fazer parte disso e, principalmente, contar uma história tão poderosa [...] E poder fechar o capítulo para Lexie, e aparecer de uma forma onde ela não seja comida por lobos. Meio que trazer um pouco de vida de volta... Foi uma experiência especial poder fazer parte disso."

##### Sarah Drew

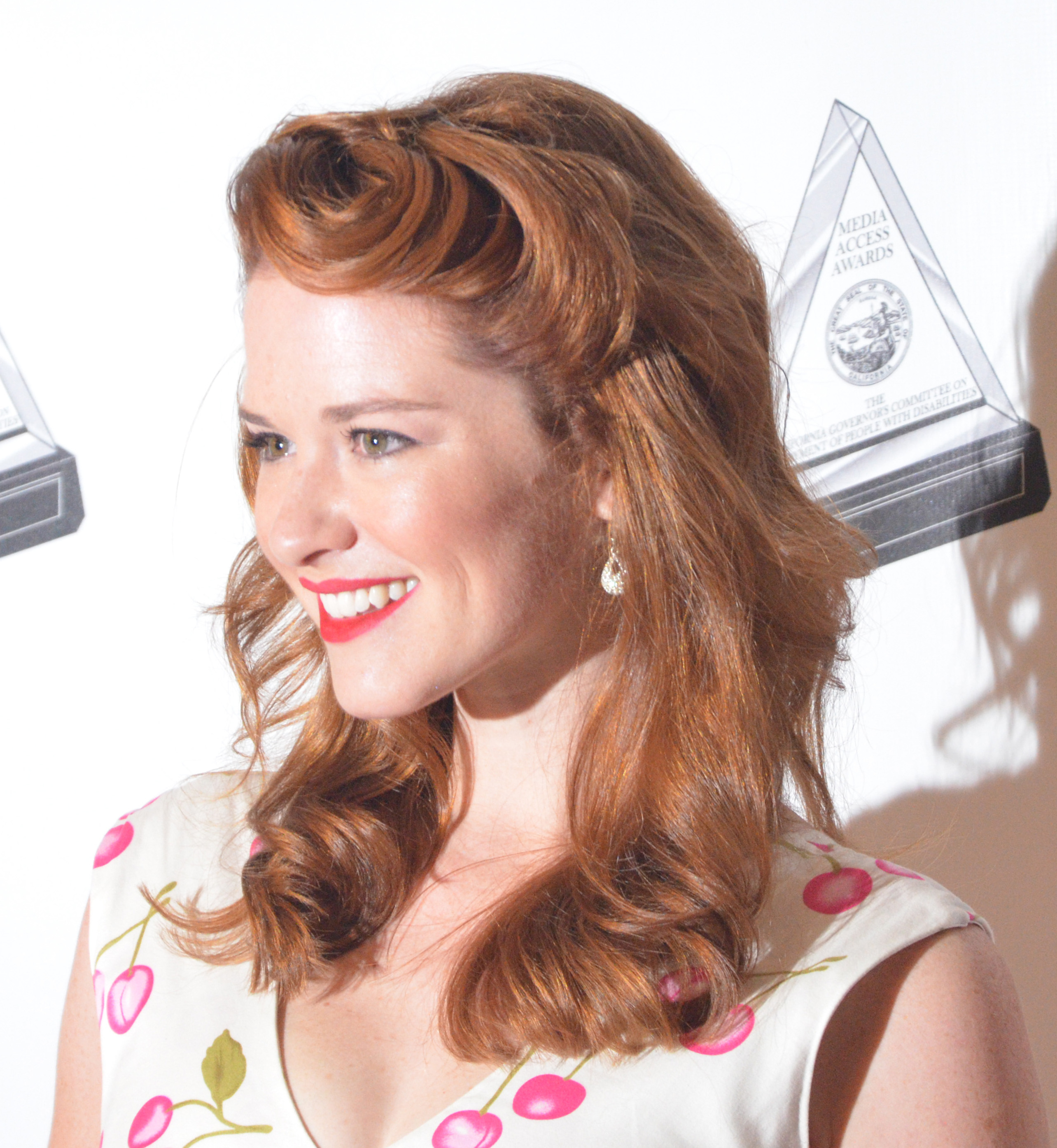
Sarah Drew retorna ao programa depois de mais de três anos desde sua última aparição

Sarah Drew foi a única ex-membro de elenco cujo personagem saiu vivo a retornar para a temporada e também foi a única a não aparecer na praia de Meredith. Seu retorno foi anunciado em 12 de março de 2021, enquanto seu retorno ao programa ocorreu no episódio "Look Up Child, em 6 de maio. Drew voltou como a Dra. April Kepner no penúltimo episódio de Jesse Williams, como parte da história da saída do personagem de Jackson, após sua última aparição no episódio final da décima quarta temporada "All of Me".
Sobre o enredo de Jackson indo para Boston para administar a Fundação, Drew declarou que "O que é bonito nisso é que sua melhor amiga, sua pessoa, descobriu aquela vocação real e verdadeira que ele agora está embarcando, se tornando e vivendo. Eu acho que eles acabarão romanticamente apegados no futuro, apenas a realidade desses dois humanos que se preocupam tanto um com o outro, vivendo no verdadeiro propósito e na verdadeira vocação - acho que isso é felicidade." Ao ser questionada sobre o enredo final de April na décima quarta temporada, deixar o hospital para servir pessoas sem-teto, Drew disse que "A felicidade não está ligada a um relacionamento romântico, certo? O que você experimenta nesse episódio enquanto ambos estão falando sobre as coisas pelas quais eles são apaixonados é que ela encontrou sua verdadeira vocação e ela está vivendo sua verdadeira vocação. Ela está feliz e está animada para fazer essas mudanças para as pessoas que realmente precisam, para as pessoas que ela pode realmente ajudar. De muitas maneiras, ela é extremamente realizada e vivendo em sua vocação."

### Roteiro
O maior enredo da temporada girou em torno dos médicos da série lutando contra a pandemia de COVID-19. Krista Vernoff, a showrunner de Grey's Anatomy e Station 19, inicialmente considerou começar a temporada anterior à pandemia ou não incluí-la, mas decidiu começar no auge afirmando:
"Ser o maior programa médico e ignorar a maior história médica do século parecia irresponsável para a comunidade médica, parecia que tínhamos que contar essa história. A conversa passou a ser: Como podemos contar essa história dolorosa e brutal que atingiu nossa comunidade médica de forma tão intensa e permanente que mudou a medicina? E criar algum escapismo? E criar romance, comédia e alegria e diversão? Esse é o desafio desta temporada."— Krista Vernoff sobre o tema da temporada.
Para contar adequadamente a história da pandemia, os escritores optaram por começar a temporada em abril de 2020, com o tempo progredindo lentamente ao longo da temporada, em vez de contar a temporada de um ponto de vista atual. Sobre o impacto da pandemia nas histórias, Vernoff disse que a série tem "uma oportunidade e uma responsabilidade" para explorar como a pandemia de coronavírus está impactando os profissionais de saúde da linha de frente. Ela prossegue: "Vamos falar sobre essa pandemia, é claro. [...] Não há como uma série médica tão longa perder a história médica de nossas vidas." Um sub-enredo centrado em torno da pandemia foi Meredith Grey contraindo o coronavírus no início da temporada. Grey entrou e saiu da consciência ao longo da temporada, imaginando-se em uma cena de praia vendo personagens do passado e do presente da série. Outros personagens centrais também foram escritos para ter o coronavírus, incluindo Tom Koracick, de Greg Germann, e a mãe da Dra. Miranda Bailey, interpretada por Chandra Wilson, que estava em uma casa de repouso. Wilson afirmou que o coronavírus em lares de idosos foi amplamente afetado no início da pandemia, de modo que, quando a história foi contada a ela, ela soube que a experiência precisava ser contada.

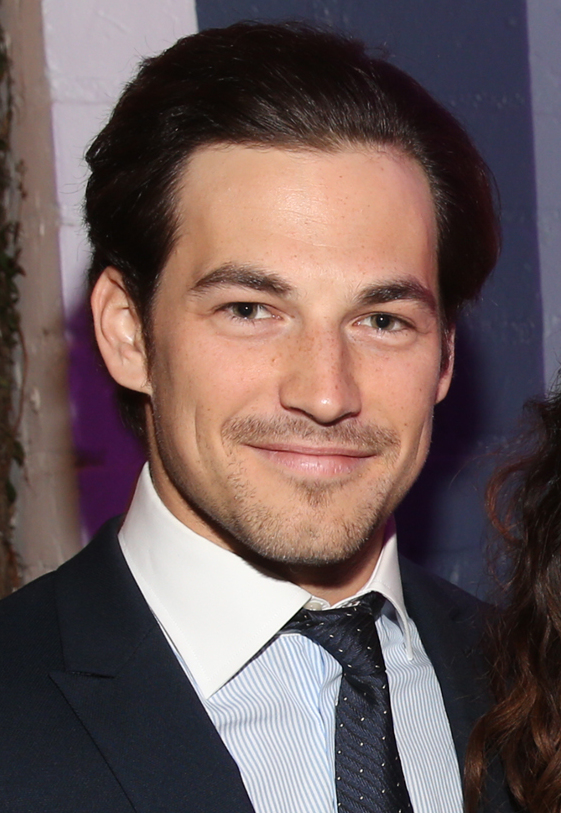
O personagem de Giacomo Gianniotti, Dr. Andrew DeLuca, foi morto na temporada durante um evento fictício de crossover com a série spin-off Station 19.

 A segunda metade da temporada começou em maio de 2020. Outras histórias da temporada abrangeram tanto Grey's Anatomy quanto Station 19. O mais notável deles, encerra a história da saúde mental de Andrew DeLuca que foi introduzida na décima sexta temporada como resultado de uma paciente vítima de tráfico de seres humanos. O enredo terminou com a morte de DeLuca como resultado de um esfaqueamento que ocorreu em Station 19. Fontes próximas à produção da série relataram que a décima sexta temporada deveria incluir a morte de um personagem, entretanto, os planos foram cancelados quando a temporada foi interrompida devido à pandemia; Vernoff disse que a morte não seria de DeLuca porque ela queria mostrar que as pessoas podiam experimentar uma saúde mental e ser funcionais do outro lado.
Minha reação [à ideia da história] foi: "O quê?! Porra! Não! Mesmo!? É isso que estou fazendo?! Não!" Muitas vezes depois de apresentar aos escritores e projetar a temporada em torno dessa história, comecei a me acovardar e me questionar. "Podemos salvá-lo?! Ele pode viver?! Ele não pode." Nós fizemos muitas quase mortes e os salvamos desde que assumi o programa. Portanto, agora as pessoas estão esperando por isso. Essa foi a história. Foi tão chocante para mim quanto para você.— Krista Vernoff sobre a morte do personagem de Gianniotti.
A temporada também tocou em outras questões, como brutalidade policial, discriminação racial e o assassinato de George Floyd. O episódio centrado em George Floyd incluiu o conflito interno de personagens decidindo se participariam ou não dos protestos.
A saída dos personagens de Williams e Germann, Jackson Avery e Tom Koracick, respectivamente, foi explicada por seus personagens deixando Seattle e viajando para Boston com o objetivo de "combater as desigualdades na medicina como líderes da Fundação Avery". O personagem de Germann afirmou antes de sair "Eu quero ser um aliado, quero gastar o tempo que me resta para melhorar este lugar nojento e fedorento, vou operar, vou administrar, vou fazer qualquer coisa. Não quero dinheiro, não quero um título, apenas me deixe ajudar", e explicando que enquanto estava no hospital com o coronavírus, ele tinha seis colegas de quarto e era a única pessoa branca. As histórias posteriores da temporada giraram em torno dos testes da vacina contra a COVID-19 e das lutas pela adoção de crianças. Os dois episódios finais apresentavam saltos periódicos no tempo, permitindo que o episódio final terminasse em abril de 2021.

## Recepção

### Resposta crítica
Sobre a estreia da temporada, Ani Bundel, da coluna Think do NBCNews, disse que "Tão fiel à forma, a 17ª temporada [...] apresenta uma das tramas de TV mais centradas no coronavírus que vimos desde que os estúdios começaram a filmar novamente. O resultado é uma das estreias mais comoventes da temporada da história da série, que depois de quase duas décadas está dizendo muito." Rebecca Nicholson, do The Guardian, deu à temporada uma nota de 3 estrelas (de 5) dizendo: "Se alguns dos instintos mais insípidos do programa parecerão em desacordo com a presença da contínua e muito real crise de Covid será uma opinião pessoal, mas eu senti que encaixava perfeitamente. Há uma linha sólida e instigante que percorre a maioria das histórias, sobre os compromissos que fazemos conosco. Grey's Anatomy é melodramática, mas sempre foi, e fui levada de volta ao hospício em chamas." Saloni Gajjar, do The A.V. Club, afirmou que todos os ex-regulares da série que retornaram durante a temporada ajudaram a trazer nostalgia para a série, particularmente mencionando Sarah Drew dando ao personagem de Williams uma saída crível.
Por outro lado, Charlie Mason, do TVLine mencionou que as regras da praia de Meredith eram confusas porque ela era capaz de ver pessoas que estavam vivas e mortas também dizendo que embora parecesse bom no início, acabou perdendo seu apelo e Jack Wilhelmi do Screen Rant disse que o retorno de Patrick Dempsey à série foi um "grande erro".

### Audiência
A temporada foi a série de televisão mais assistida da ABC durante a temporada 2020-2021. Ao longo de sua transmissão, na audiência do mesmo dia de transmissão, a temporada teve média de 1.02 rating no grupo demográfico de 18-49 anos e 5.17 milhões de telespectadores, uma queda de 20 e 17 por cento, respectivamente, em relação à temporada anterior. Na audiência ao vivo+7 dias a temporada teve média de 1.9 rating no grupo demográfico de 18-49 anos e 8.16 milhões de telespectadores, queda de 17 e 13 por cento em relação à décima sexta temporada.
| №   | Título                                         | Exibição original      | Rating/share (18–49) | Audiência (em milhões) | DVR (18–49) | Audiência em DVR (milhões) | Total (18–49) | Audiência total (em milhões) | Ref(s)  |
| --- | ---------------------------------------------- | ---------------------- | -------------------- | ---------------------- | ----------- | -------------------------- | ------------- | ---------------------------- | ------- |
| 1/2 | "All Tomorrow's Parties The Center Won't Hold" | 12 de novembro de 2020 | 1.3                  | 5.93                   | 1.2         | 3.78                       | 2.6           | 9.74                         | [ 110 ] |
| 3   | "My Happy Ending"                              | 19 de novembro de 2020 | 1.3                  | 5.96                   | 0.8         | 2.46                       | 2.1           | 8.45                         | [ 111 ] |
| 4   | "You'll Never Walk Alone"                      | 3 de dezembro de 2020  | 1.2                  | 5.84                   | 0.9         | 2.99                       | 2.2           | 8.86                         | [ 112 ] |
| 5   | "Fight the Power"                              | 10 de dezembro de 2020 | 1.2                  | 5.69                   | 0.8         | 2.62                       | 2.0           | 8.31                         | [ 113 ] |
| 6   | "No Time for Despair"                          | 17 de dezembro de 2020 | 1.1                  | 5.66                   | —           | —                          | —             | —                            | —       |
| 7   | "Helplessly Hoping"                            | 11 de março de 2021    | 0.9                  | 5.11                   | 0.8         | 3.14                       | 1.7           | 8.26                         | [ 114 ] |
| 8   | "It's All Too Much"                            | 18 de março de 2021    | 1.0                  | 4.97                   | —           | —                          | —             | —                            | —       |
| 9   | "In My Life"                                   | 25 de março de 2021    | 0.9                  | 4.99                   | —           | —                          | —             | —                            | —       |
| 10  | "Breathe"                                      | 1 de abril de 2021     | 0.9                  | 4.55                   | 0.7         | 2.29                       | 1.6           | 6.84                         | [ 115 ] |
| 11  | "Sorry Doesn't Always Make It Right"           | 8 de abril de 2021     | 0.9                  | 4.83                   | 0.8         | 2.79                       | 1.7           | 7.62                         | [ 116 ] |
| 12  | "Sign O' the Times"                            | 15 de abril de 2021    | 0.9                  | 4.98                   | —           | —                          | —             | —                            | —       |
| 13  | "Good as Hell"                                 | 22 de abril de 2021    | 0.9                  | 4.81                   | 0.8         | 2.72                       | 1.7           | 7.53                         | [ 117 ] |
| 14  | "Look Up Child"                                | 6 de maio de 2021      | 1.0                  | 4.93                   | 0.8         | 2.75                       | 1.8           | 7.68                         | [ 118 ] |
| 15  | "Tradition"                                    | 20 de maio de 2021     | 0.8                  | 4.58                   | 0.7         | 2.60                       | 1.6           | 7.19                         | [ 119 ] |
| 16  | "I'm Still Standing"                           | 27 de maio de 2021     | 0.7                  | 4.33                   | 0.8         | 2.60                       | 1.5           | 6.93                         | [ 120 ] |
| 17  | "Someone Saved My Life Tonight"                | 3 de junho de 2021     | 0.8                  | 4.76                   | 0.7         | 2.53                       | 1.5           | 7.29                         | [ 121 ] |

Notas
1. ↑  Nas classificações da Nielsen, rating é uma fração do número total de residências com televisores em comparação com o número de aparelhos de televisão sintonizados em um programa específico.[106]
2. ↑  Os dados Ao vivo + 7 dias incluem o número de telespectadores que assistem aos episódios dentro de sete dias de sua transmissão original por meio de DVR e streaming de vídeo sob demanda.[108]
3. 1 2  A audiência ao vivo+7 dias não estava disponível, portanto, a audiência ao vivo+3 dias foi usada.